# セオドア・ロビンソン
セオドア・ロビンソン（Theodore Robinson、1852年6月3日 - 1896年4月2日）はアメリカ合衆国の画家である。1880年代からフランスでクロード・モネと親しくなり、アメリカの「印象派」の代表的画家の一人として風景画、人物画を描いた。

## 略歴
バーモント州のアイラズバーグ(Irasburg)に生まれた。家族とウィスコンシン州のエバンズビルに移った。ロビンソンはシカゴでしばらく美術を学んだ後、1874年にニューヨークに出て、ナショナル・アカデミー・オブ・デザインやアート・スチューデンツ・リーグで学んだ。1876年にパリに出てカロリュス＝デュランに学び、パリ国立高等美術学校（エコール・デ・ボザール）でジャン＝レオン・ジェロームに学んだ。1877年のサロン・ド・パリに初めて出展し、その夏はアメリカ出身の画家が多く集まったグレ＝シュル＝ロワンで過ごした。
ヴェネツィアとボローニャへ旅した後、1879年にアメリカに戻り、ニューヨークでスタジオを開き. 、写実的なスタイルの絵を描いていた。
1884年に再びフランスに渡りその後8年間は、たまにアメリカに戻るだけでフランスで過ごした。印象派の大家、クロード・モネ(1840-1926）の邸があり、多くの印象派の画家が集まっていた、ジヴェルニーに移った。モネといつ親しくなったかははっきりしていないが1888年までにはモネの邸のすぐ近くに移るほど親しくなった。この時期にモネの影響を受け、ロビンソンの画風は印象派のスタイルに変わった。
1892年にフランスを後にし、アメリカに戻った後は、ニューヨークのブルックリン美術学校やニュージャージー州プリンストンのイヴリン・カレッジ(Evelyn College）、フィラデルフィアのペンシルベニア美術アカデミーなどで教えた。ニューヨークを拠点にして、ロビンソンはアメリカにおける「印象派」に近い芸術家にとって重要な人物となった。特に親しかった芸術家にはジョン・ヘンリー・トワックトマンやジュリアン・オールデン・ウィアーがいて、彼らが集まった「コスコブ芸術コロニー」でも過ごした。コスコブではヨットクラブを描いた作品がある。
モネには再びジヴェルニーに戻ると手紙に書いていたが、1896年に43歳で病死した。

## 作品
- 「古い水車」(c.1892)
- 「ジヴェルニーから見たセーヌ川」
- 「1893年の万博会場」
- 「カプリの風景」
- 「ヨットクラブ」
- 「母と子」
- ラ・ロシュ・ギュイヨンで
- 「アンジェラスの祈り」